# Lluís Companys i Micó
Pour les articles homonymes, voir Companys et Mico.
Lluís Companys i Micó, également appelé familièrement Lluïset, né à Barcelone en 1911 et mort à Paris en 1956, est le fils unique du président catalan Lluís Companys exécuté au Fossar de la Pedrera en 1940. 
Victime d'une grave maladie mentale, la schizophrénie hébéphrénique, il est protégé par sa belle-mère, la résistante Carme Ballester, alors qu'il est hospitalisé dans un hôpital psychiatrique de Viry-Châtillon, près de Paris pendant l'invasion allemande du pays durant la Seconde Guerre mondiale. 

## Biographie
Dans les années 1930, il est étudiant en droit à l'Université de Barcelone et participe aux manifestations en faveur de la République, avec notamment Joan Sallès i Vallès et Heribert Barrera. Il est arrêté pour ces actions en octobre 1930.
En 1933, il est atteint d'une schizophrénie hébéphrénique, un type grave de schizophrénie, qui empire progressivement et durant laquelle il alterne des périodes de dépression. 

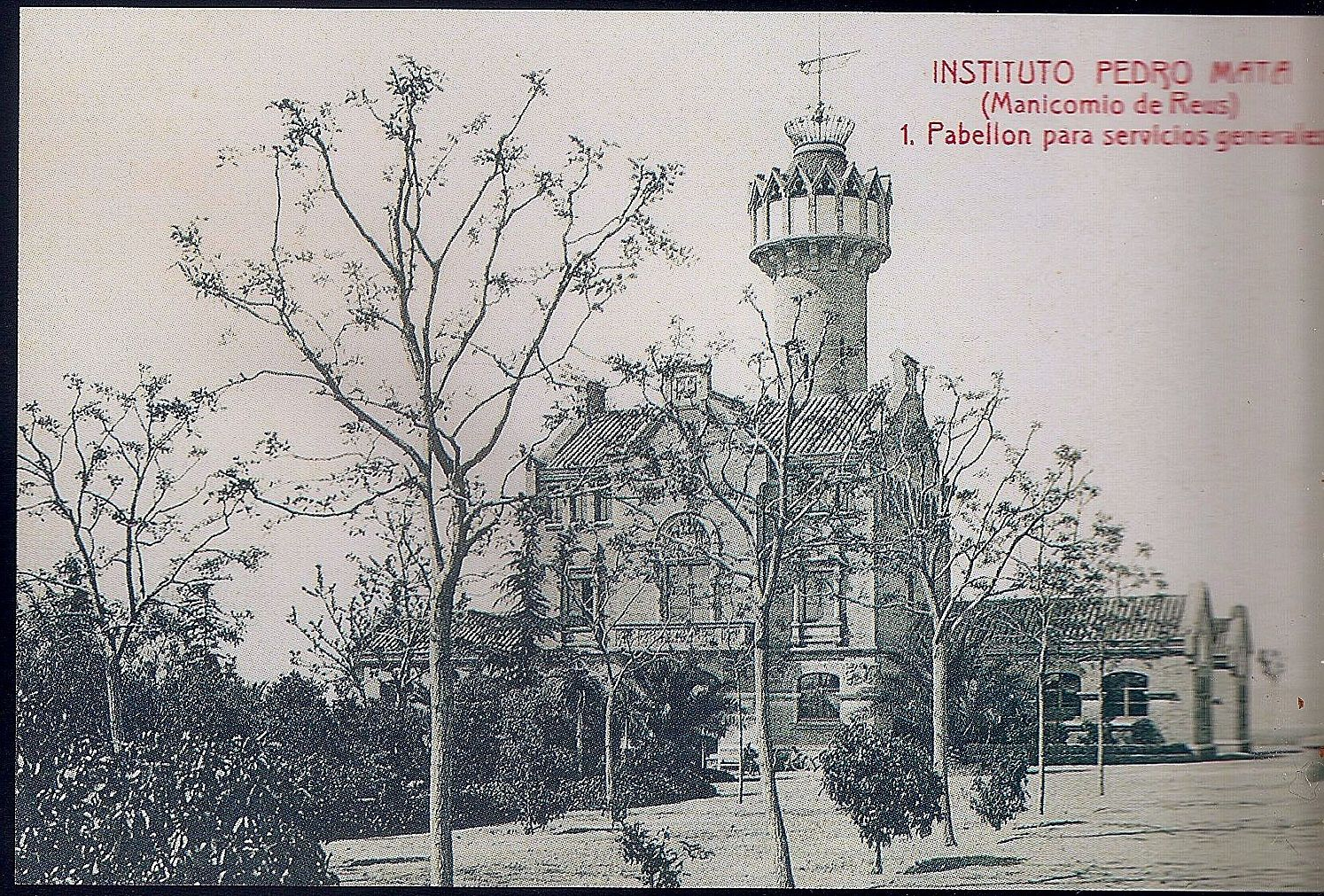
L'Institut Pere Mata de Reus, dans lequel Lluïset Companys est interné entre janvier 1936 et le début de la guerre d'Espagne.

Il est alors hospitalisé à l'Institut Pere Mata de Reus, mais continue à vivre avec sa mère à Lloret de Mar, accompagné d'un infirmier.
La guerre d'Espagne éclate en juillet 1936. Lluís Companys décide d'envoyer Lluïset d'abord en Suisse, à l'hôpital de Kreuzlingen, puis en Belgique, à l'Institut Fond'Roy d'Uccle, près de Bruxelles.
Le 30 septembre 1938, Lluís Companys décide de déplacer son fils à l'hôpital psychiatrique L'Abbaye, à Viry-Chatillon, où travaille l'un de ses amis, le docteur Anguera de Sojo. Selon les mots de l'historien Josep Benet, le docteur Anguera de Sojo «s'occupe du fils malade du président avec une grande générosité et un grand professionnalisme ». Durant la guerre d'Espagne (1936-1939), sa belle-mère Carme Ballester décide de le rejoindre en France pour veiller à sa sécurité.
Le président Lluís Companys rejoint la France, en février de 1939, à la chute de Barcelone, prise par les nationalistes. Le président doit s'établir à Paris, en exil.
Il continue de maintenir un contact régulier avec son fils hospitalisé à Viry-Châtillon.
Dans une lettre de juin 1939 adressée à son ami Ángel Ossorio y Gallardo, il lui explique son état: «Mon fils — au cours de sa maladie— bon. De nouvelles injections lui vont bien et on remarque des améliorations. On ne m'a permis de lui parler. Il passe par des périodes plus sombres, mais tranquilles, sans crises aiguës. Le docteur est content et c'est une consolation pour moi de pouvoir lui parler».
Lluís Companys doit emménager alors dans la localité bretonne de la Baule-leur-Pins, à 300 kilomètres de Paris, mais poursuit ses visites régulières à Paris pour continuer à voir son fils. 
Lors de l'invasion nazie de la France, en mai 1940, la direction de l'hôpital de l'Abbaye doit déplacer ses patients dans le sud de la France. Lors d'un bombardement allemand sur la route, Lluïset se perd parmi les réfugiés et exilés de la Retirada. Incapable de parler et sans papiers, il est interné dans un hôpital psychiatrique de Limoges, une ville qui, d'après l'armistice, reste dans la zone libre. Obsédé par le sort de son fils, Lluís Companys renonce à s'exiler au Mexique où vit sa fille et reste en France.
Le 13 août 1940, Lluís Companys est arrêté par la Gestapo, puis livré, deux semaines après, aux autorités de l'Espagne franquiste. Il est fusillé à Barcelone le 15 octobre au Fossar de la Pedrera, sur la montagne de Montjuïc.
La résistante Carme Ballester, belle-mère de Lluiset, continue à prendre soin de lui en France. Membre de la Résistance française, active dans la protection des citoyens juifs sous la France de Vichy, elle le protège alors des nazis.

## Postérité
- En 1998, la dépouille de Lluís Companys i Micó est inhumée au cimetière de Montjuïc, auprès de sa belle-mère Carme Ballester, durant une cérémonie officielle présidée par Jordi Pujol[12].